# Mariano Falcinelli Antoniacci
Mariano Falcinelli Antoniacci, O.S.B., italijanski rimskokatoliški duhovnik, škof in kardinal, * 10. november 1806, Assisi, † 29. maj 1874.

## Življenjepis
13. junija 1829 je prejel duhovniško posvečenje.
7. marca 1853 je bil imenovan za škofa Forlija; 17. aprila 1853 je prejel škofovsko posvečenje.
21. decembra 1857 je bil imenovan za naslovnega nadškofa Aten, 30. marca 1858 za apostolskega internuncija v Braziliji in 14. avgusta 1863 za apostolskega nuncija v Avstriji. Leta 1873 se je vrnil v Rimsko kurijo kot uradnik.
22. decembra 1873 je bil povzdignjen v kardinala in imenovan za kardinal-duhovnika S. Marcello.